# Утре и завинаги
„Утре и завинаги“ (на испански: Mañana es para siempre) е мексиканска теленовела от 2008 г., продуцирана от Никандро Диас Гонсалес за Телевиса, под лиценза на РЦН Телевисион. Адаптация е на колумбийската теленовела Чиста кръв.
В главните роли са Силвия Наваро и Фернандо Колунга, а в отрицателните - Лусеро, Серхио Сендел и Рохелио Гера.

## Сюжет
Ребека Санчес (под самоличността на Барбара Греко) започва своето отмъщение срещу семейство Елисалде, начело на която е Гонсало Елисалде. Една от първите злини, които извършва Барбара е, че разделя Фернанда, дъщеря на Гонсало, и Едуардо, син на прислужницата в дома на Елисалде. Фернанда и Едуардо са израснали заедно, изпитващи невинна и чиста любов един към друг, независимо от класовите им различия.
Гонсало живее щастлив живот заедно със съпругата си Монсерат и петте им деца. Артемио Браво чувства огромна омраза срещу семейство Елисалде. Желанието му е да унищожи спокойния им живот. За постигане на отмъщение, младата и безскрупулна жена Барбара Греко кандидатства за работа във фирмата на Гонсало. Тя прави добро впечатление и е наета като асистент. Стъпка по стъпка, Барбара печели доверието на Гонсало.
След като успява да раздели Фернанда е Едуардо, Ребека успява да убеди Монсерат, съпругата на Гонсало, че Едуардо не влияе добре на Фернанда, така момчето е принудено да напусне дома и да замине за града. Въпреки разстоянието, което ги разделя, любовта на младите е жива. Те всеки ден си пишат писма, но не достигат получателя си, благодарение на Соледад, майката на Едуардо, която смята, че е най-добре да се забравят.
Следващата стъпка, която предприема Артемио е Ребека да стане съпруга на Гонсало. Единствената пречка е Монсерат, настоящата му съпруга. За целта, обаче, Ребека трябва да се отърве от нея. За да успее, Ребека подхвърля наркотици в стаята на по-голямата дъщеря на Монсерат – Лиляна. Когато Монсерат вижда наркотиците, започва скандал с Лиляна, която се опитва да убеди майка си, че не са нейни. Монсерат, която страда от астма, получава пристъп на задушаване и Ребека се възползва от това – изключва уреда за кислород и задушава Монсерат с възглавница. Всички вярват, че за смъртта на Монсерат е виновна Лиляна, под въздействието на наркотици, и я изпращат в психиатрична клиника. Тогава Ребека се омъжва за Гонсало и става член на управителния съвет на компанията.
Соледад е единствената, която знае до каква степен може да стигне злобата на Ребека, но решава да запази мълчание. Тя живее в страх, защото знае, че Ребека може да изпълни заканата си да го убие. Минават години, Едуардо завършил следването си, се завръща в родния град, където открива майка си, стара и болна. Тя му разказва за всичко, което е преживяла в негово отстъствие, и умира. Едуардо се кълне, че ще отмъсти за всичко, което са му причинили.
Ребека използва Дамян, новия ѝ съучастник, койте съблазнява и се жени за Фернанда. Едуардо, под новата си самоличност – Франко Санторно, пристига в компанията на Елисалде. Фернанда изпитва силна и необяснима привързаност към него, без да може да си я обясни, която всъщност е тяхната любов, която никога не е угасвала. Проблемите продължават, когато Фернанда разбира, че Франко всъщност е Едуардо, нейната детска любов, когото е мислела за мъртъв.

## Актьори
Част от актьорския състав:
- Силвия Наваро – Фернанда Елисалде Ривера
- Фернандо Колунга – Едуардо Хуарес Крус / Франко Санторно
- Лусеро – Барбара Греко де Елисалде / Ребека Санчес Фрутос
- Серхио Сендел – Давян Гаярдо Роа
- Рохелио Гера – Гонсало Елисалде Линарес / Артемио Браво
- Сесилия Габриела – Алтаграсия Линарес де Елисалде
- Ерика Буенфил – Монсерат Ривера де Елисалде
- Гиермо Капетио – Анибал Елисалде Ривера / Херонимо Елисалде
- Доминика Палета – Лиляна Елисалде Ривера
- Енрике Лисалде – Съдия
- Мария Рохо – Соледад Крус
- Фабиан Роблес – Владимир Пинейро
- Роберто Паласуелос – Камило Елисалде Ривера
- Арлет Теран – Присила Алвеар де Елисалде
- Игнасио Лопес Тарсо – Исак Нютон Барера
- Моника Досети – Даниела
- Ана Мартин – Жената на сватбата

## Премиера
Премиерата на Утре и завинаги е на 20 октомври 2008 г. по Canal de las Estrellas. Последният 170. епизод е излъчен на 14 юни 2009 г.

## Версии
- Чиста кръв, колумбийска теленовела от 2007-2008 г., продуциран от компанията РЦН Телевисион, с участието на Рафаел Новоа, Марсела Мар, Кати Саенс и Пепе Санчес.
- Жажда за мъст, американска теленовела от 2024-2025 г., продуцирана от канала Телемундо, с участието на Данило Карера, Исабела Кастийо и Алекса Мартин.

## В България
В България сериалът е излъчен през 2010 г. по Диема Фемили, озвучен на български език. Ролите озвучават артистите Ася Братанова, Лиза Шопова, Петя Миладинова, Александър Воронов, Симеон Владов. Преводач е Силвия Илиева.